# Yandex
Yandex N.V. (russisk: Яндекс) er en multinational it-koncern registreret i Nederlandene, som har primært fokus på Rusland. Virksomheden driver forskellige portaler og applikationer her iblandt søgemaskinen Yandex.
Hovedkvarteret er lokaliseret i Schiphol i Nederlanderne, men virksomhedens stiftere og de fleste ansatte arbejder i Rusland. De primære markeder er Rusland og SNG-landene, desuden har de kontorer i 30 lande.
Deres søgemaskine er den næstmest benyttede søgemaskine i Rusland, med en markedsandel på over 42 %. Det er desuden den største søgemaskine fra Europe og den femtestørste søgemaskine på verdensplan efter Google, Baidu, Bing og Yahoo!.